# Peterdi Pál
Peterdi Pál (született: Pohlencz Pál, Budapest, 1925. február 17. – Budapest, 2000. november 20.) magyar sportoló, edző, sportújságíró, humorista, író.

## Sportoló
1935 és 1943 között az Budapesti III. Kerületi Magyar Királyi Állami Főgimnázium diákja volt. Jeles rendű tanuló volt a 8 éves tanulmányai során. 1943-ban kitűnő eredménnyel érettségizett. Fiatalon a Magyar Athletikai Club úszójaként, vízilabdásaként kötötte össze életét a sporttal. 1948-ban az óbudai III. kerületi Torna és Vívó Egylet vízilabdaedzője, majd úszóedző lett, 1963–1967 között az öttusa-válogatott felkészítésében dolgozott sikeresen. A sportolás és az egészséges életmód lelkes szószólója volt, a tenisz mellett a futás is kedvelt sportjai közé tartozott. Nevéhez fűződik a kocogómozgalom hazai elindítása is.
„A láb mindig kéznél van!” – ezzel a hozzá kötődő szlogenjével is a testmozgás fontosságára hívta fel a figyelmet.

## Író, újságíró, humorista
Sportújságíróként a Népsport, a Képes Sport és a Labdarúgás munkatársaként mutatkozott be. Humorral, egyedi stílusban írt műveivel később szélesebb közönség elé is kilépett. Évekig ő írta a Füles magazin interjúrovatát. Emellett állandó szerzőként jelentkezett karcolatokkal, humoreszkekkel a Rádiókabaréban, valamint a Ludas Matyiban. Utóbbi újságban állandó, ismert rovata volt „Tücsök és bogár” néven, amelyben az olvasók által lefotózott és beküldött, nyelvi hibás vagy groteszk újságcikkeket, apróhirdetéseket, reklámokat, utcai vagy termékfeliratokat ironikus kommentárokkal kiegészítve adta közre. E rovata – amely előfutára volt a mindennapok furcsaságait a közönség bevonásával kifigurázó humoros műfajoknak – előbb a Déri János vezette Ez+Az című szatirikus műsor állandó elemét képezte, majd annak megszűnése követően Antal Imre Szeszélyes évszakok című emlékezetes sorozatában folytatódott.

## Főbb művei
- Melbourne – Miami – Margitsziget. Két olimpiai bajnok élményei; Jeney László, Kárpáti György elbeszélése nyomán szöveg Peterdi Pál; Sport, Budapest, 1957
- Dzsunkák, pengék, bajnokok. Kínai sportnapló; Sport, Budapest, 1960
- Peterdi Pál–Vad Dezső: Hetedhétországon... Válogatott labdarúgóink Egyiptomban / Körmöczi Zsuzsa és Rózsavölgyi István Amerikában / Birkózó-válogatottunk Japánban; Körmöczi Zsuzsa, Matura Mihály, Rózsavölgyi István feljegyzései alapján; Sport–Medicina, Budapest, 1962 (Népsport kiskönyvtár)
- Peterdi Pál–Szántó György–Szombathy István: A sport csillagai; Sport, Budapest, 1963 (Népsport kiskönyvtár)
- Sákovics József–Borbély Pál–Peterdi Pál: Három világbajnokság Amerikában. Élménybeszámoló vívóink, bírkózóink és öttusázóink tengerentúli útjáról; Sport, Budapest, 1963 (Népsport kiskönyvtár)
- Ardai Aladár–Peterdi Pál: Ez történt Tokióban; Sport, Budapest, 1964
- Peterdi Pál: Knock out. Négy történet a sport világából; Sport, Budapest, 1964 (Színes sportkönyvtár)
- Úszni jó...; Sport, Budapest, 1965 (Népsport kiskönyvtár)
- Peterdi Pál–Sass Tibor: Ismerkedj meg a sporttal!; Sport, Budapest, 1966 (Sportról fiataloknak)
- Campeones olimpicos – made in Hungary; s.n., Budapest, 1967
- Tizenegyes! (1967) (társszerző)
- Kutas István–Lakatos György–Peterdi Pál: Ez történt Mexikóban; Sport, Budapest, 1968
- Peterdi Pál–Vitray Tamás: Az igazi jégkorong; Sport, Budapest, 1968
- Bedő István–Peterdi Pál: A Derékmájer. Sportkrimi; Sport, Budapest, 1968
- Óbuda sportja. Múltja – jelene; Pamutnyomóipari Vállalat, Budapest, 1970
- Füzesy Zoltán–Peterdi Pál: Gong; Sport, Budapest, 1970
- Az FJK-24-N; MMG, Budapest, 1971 (Reálkrimi)
- Peterdi Pál–Székely Éva: Ússzál velem!; Sport, Budapest, 1971 (Sportról fiataloknak)
- A futball ezer arca; Somos István feljegyzései alapján írta Peterdi Pál; Sport, Budapest, 1974
- Olimpiai ABC; Sportpropaganda Vállalat, Budapest, 1978
- Ó, póló...! Vallomások labdáról, vízről, játékról; szerk. Peterdi Pál; Sport, Budapest, 1980 (Sportzsebkönyvek)
- Vámos Károlyné–Z. Kertész Aliz–Peterdi Pál: Csak nőknek. Szigorúan bizalmas; Sport, Budapest, 1984 (bolgárul is)
- Hoppá! (1984)
- Endrődi István–Peterdi Pál: Gólözön. Képregény; Sportpropaganda Vállalat, Budapest, 1985
- Kárpáti György–Peterdi Pál: Cini és a többiek; Sport, Budapest, 1985
- Sztár parádé. Sporttörténelmi arcképcsarnok (1985)
- Bedobjuk a törülközőt. Sportviccek gyűjteménye (1986)
- Focival a világ körül (1986)
- Peterdi Pál–Garasi Lajos: 100 évnek is egy a vége. A III. kerületi TTVE története, 1887–1987; SKV, Budapest, 1986
- Somos István–Peterdi Pál: Lóri. Lóránt Gyula életregénye; Lapkiadó, Budapest, 1986
- Mikroszkóp, 20. 1967-1987; szerk. Peterdi Pál; Mikroszkóp Színpad, Budapest, 1987
- Kárpáti György–Peterdi Pál: Három testőr Ausztráliában; ILK, Budapest, 1988
- Vámosné Domoszlai Éva–Peterdi Pál: Csak negyvenen felülieknek. Szigorúan bizalmas; közrem. Tankó Attila; Sport, Budapest, 1989
- Hopp, már értem! (1990)
- Hogyan telefonáljunk? A telefonálás emberi és technikai tényezői. Telefonhumor (1991)
- Sas József–Peterdi Pál: "Kutyák–zsaruk–kabarék"; Delta B Kft., Budapest, 1993
- Gyarmati sors avagy Egy bal kéz története; Históriás, Budapest, 1996
- Nevem Speter Erzsébet; összeáll. Erdei Grünwald Mihály, sajtó alá rend. Bazilides Aliz, levelek vál., szerk. Peterdi Pál; Türelem Háza, Budapest, 1997
- Kárpáti György–Peterdi Pál: Mennyei lábtengó (és más hazugságok); Puskás Marketing Tanácsadó Kft., Budapest, 1997
- Nagano '98. A XVIII. téli olimpia színes albuma; szerk. Ládonyi László, Szekeres Tamás, főmunkatárs Bajnok Zsolt, szövegek Csurka Gergely, Margay Sándor, Peterdi Pál; Aréna 2000, Budapest, 1998
- Tücsök és bogár és más marhaságok; Paginarum, Budapest, 1999
- Jákfalvi Béla–Peterdi Pál: Ászok és királyok; Korona, Budapest, 1999
- Gyarmati sors avagy Egy bal kéz története; 4. bőv. kiad.; Antológia, Lakitelek, 2007

## Sikerei, díjai
Kulturális érdemeit 1983-ban Karinthy-gyűrűvel, újságírói munkásságát 1984-ben Rózsa Ferenc-díjjal, 1989-ben Erzsébet-díjjal, 1994-ben Aranytoll díjjal ismerték el, és ugyanebben az évben Ezüstgerely életműdíjjal honorálták kiemelkedő szakmai tevékenységét. A kerület kulturális és sportéletében kifejtett kiemelkedő teljesítménye elismeréseként, 2001-ben Óbuda-Békásmegyer – posztumusz – díszpolgári címét adományozták neki.
A Magyar Rádió 2013. február 17-én megemlékezett Peterdi Pál születésnapjáról: a Kabarématiné 159. (1997-es) adását ismételték meg, melyben Sinkó Péter beszélgetett a humoristával.

## Kapcsolata az állambiztonsággal
Az 1960-as években titkos munkatársnak szervezte be a magyar állambiztonság, amire egy 1961 szeptemberében beadott ausztriai útlevéligénylése után, több év alatt került sor. Fedőnevét ("Pálmai") már 1962 áprilisában megkapta, beszervezését Vámosi József őrnagy kezdte meg, majd Muzserák József őrnagy folytatta, tényleges állományba vételére azonban csak 1965-ben került sor. Kapcsolattartója ebben az időben már Kiss József volt, ekkor egy kanadai-magyar sportújságíró, Bastyovanszky László behálózásához akarták felhasználni; első ismert írásos jelentését is róla adta.